# Strophanthus mirabilis
Strophanthus mirabilis là một loài thực vật có hoa trong họ La bố ma. Loài này được Gilg miêu tả khoa học đầu tiên năm 1902.